# Арлингтон (Кентаки)
Арлингтон (енгл. Arlington) град је у америчкој савезној држави Кентаки.

## Демографија
По попису из 2010. године број становника је 324, што је 71 (-18,0%) становника мање него 2000. године.
| Група             | 2000.       | 2010.       |
| Белци             | 372 (94,2%) | 294 (90,7%) |
| Афроамериканци    | 18 (4,6%)   | 16 (4,9%)   |
| Азијати           | 0 (0,0%)    | 0 (0,0%)    |
| Хиспаноамериканци | 4 (1,0%)    | 11 (3,4%)   |
| Укупно            | 395         | 324         |